# زنبور کاغذی
زنبور کاغذی (انگلیسی: Paper wasp) زنبوران بی‌عسل هستند و معمولاً به اعضای زیرخانواده زنبوریان دشتی اشاره دارد، اگرچه اغلب به صورت عامیانه شامل اعضای زیرخانواده زنبوریان زردجامه (هورنت‌ها) و زنبور زرد و زنبوریان شکم‌باریک می‌شود، که در جای دیگر مورد بحث قرار گرفته‌اند، که از کاغذ نیز لانه می‌سازند. لانه زنبورهای کاغذی با شانه‌های باز با سلول‌های رو به پایین مشخص می‌شوند.